# Полиграфический дизайн
Полиграфический дизайн, или дизайн полиграфической продукции — разновидность графического дизайна, в задачи которого входит разработка материалов под печатную продукцию. Чаще всего готовым продуктом является бумажный носитель.

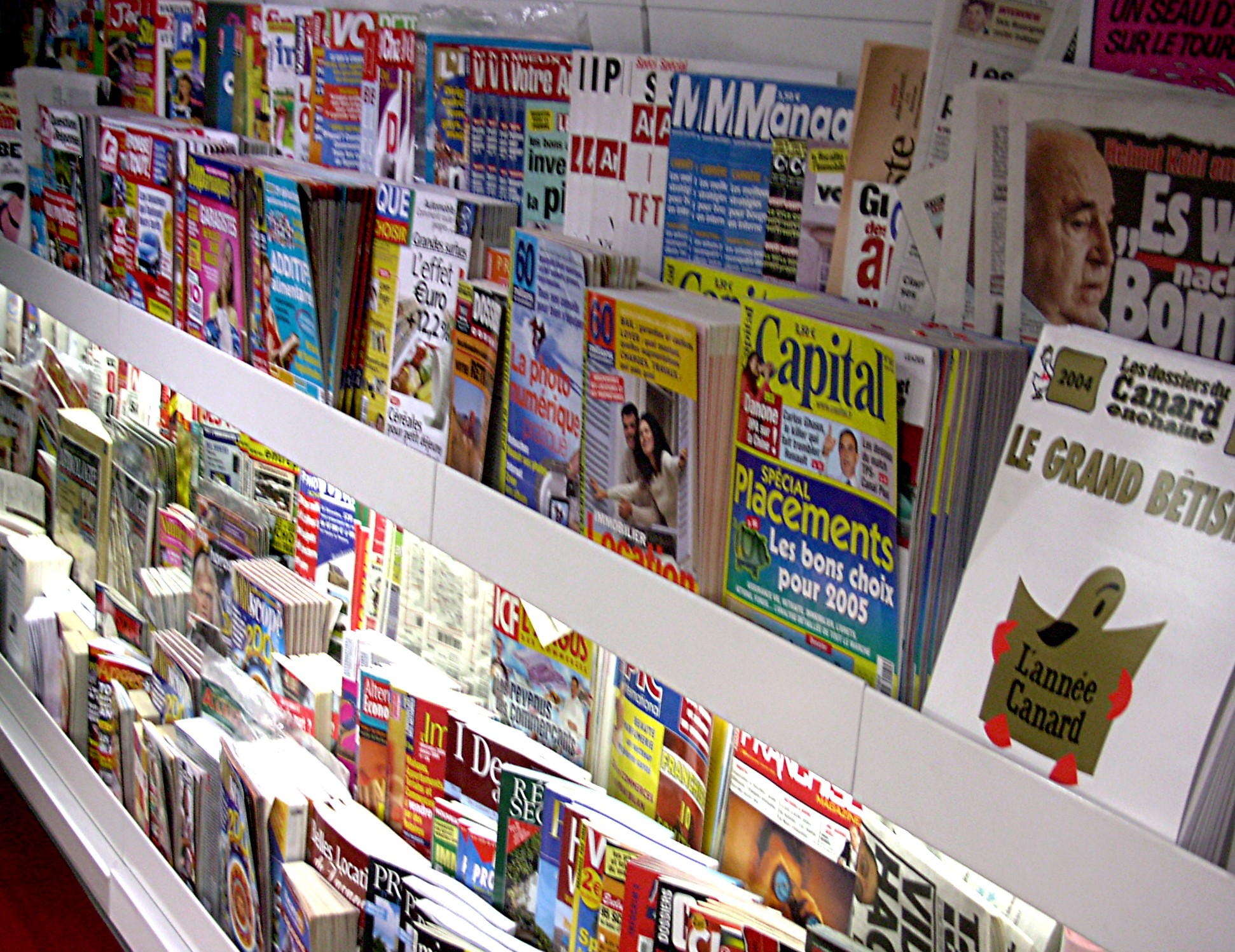

## История
Формирование дизайна как элемента культуры в XX веке в России проходило неоднородно. Пик творческой дизайнерской активности в 1920-х годах пришёл на смену периоду относительного забвения в середине века, после чего наступило внезапное и обширное восхищение в последние десятилетия XX века. Этот процесс особенно характерен для дизайна полиграфической продукции, основной функцией которого является сохранение и передача социокультурного опыта человека с помощью фиксации и тиражирования информации.
Дизайн полиграфической продукции обладает глубокими историческими корнями. Его возникновение традиционно связано с развитием промышленного книгопечатания и технологическими изменениями в области печатных технологий. В древности для создания рукописных книг требовалось значительное количество переписчиков. Возможность тиражирования текстов стала доступной лишь с развитием книгопечатания, представляя собой одно из важных технических достижений Средних веков.
Книгопечатание начинается с использования деревянных досок, на которых гравировались текст и рисунки. Такая ксилографическая доска покрывалась краской с помощью специальных подушечек, после чего на неё накладывалась бумага и раскатывалась кожаными вальцами. Этот способ был непригоден для получения объёмных изданий, так как для каждой страницы требовалось вручную изготовить ксилографическую доску. В период зарождения полиграфической промышленности процесс изготовления текстовых и иллюстрационных печатных форм был сосредоточен в руках одного человека, который вырезал на доске или на металле текст, иллюстрации и другие элементы оформления страницы печатной продукции. Следующим шагом на пути прогресса типографского дела стало изобретение отдельных литер, получаемых путем отливки из легкоплавкого материала, с помощью которых можно было набирать слова. Это явилось первым шагом в автоматизации переработки текста для печатных изданий.
В начале XIX века появляется литография, которая принесла возможность иллюстрирования изданий. Следующим эпохальным шагом стало возникновение фотографии. Период конца XIX — начала XX века стал переломным в развитии дизайна в России. Рост промышленного производства, бурное развитие частного предпринимательства, возросшая грамотность населения совпали с прогрессом в полиграфии и новым веянием в искусстве — модерном.
Полиграфия, графика, книжный дизайн, графический дизайн в целом оказались ведущей областью дизайна 1920-х годов. Рассматривая историю дизайна этого периода, искусствовед Александр Лаврентьев отмечает, что «именно издательское дело благодаря общей ориентации на культурную революцию и ликвидацию безграмотности, а также дореволюционным традициям книгопечатания оказалось наиболее развитым по сравнению с другими видами производства». Дизайнеры создавали обложку книги как маленький призывный плакат. Шрифт занимал почти все поле изображения, оставляя лишь небольшие просветы фона. Часто повторялись элементы, акцентировавшие внимание: стрелки, восклицательные знаки, сверхкрупные заглавные буквы, прямоугольные полосы под текстом.
Потребовалась почти половина века для объединения текстовой и изобразительной информации при подготовке издания к печати. Допечатная стадия разделилась на два звена: репродукционное — подготовка иллюстраций и наборное — подготовка текста. На протяжении нескольких столетий эти стадии подготовки издания к печати осуществлялись специалистами различного профиля с применением разных технических средств. При этом совершенствовались оборудование, расширялись возможности, повышалась квалификация персонала, углублялась его специализация. Появились такие профессии, как наборщик ручного набора, линотипист, монотипист, корректор, метранпаж, стереотипер, верстальщик, коплист, травильщик, фотограф, ретушёр, оператор фотонабора, оператор цветоделителя-цветокорректора, художник-иллюстратор, художник-шрифтовик, дизайнер.
Примерно до середины XX века наблюдалась тенденция к укрупнению полиграфических предприятий. На смену мелким типографиям приходили крупные полиграфические предприятия, выпускавшие продукцию миллионными тиражами. С конца XX века наблюдается тенденция к сокращению тиража при одновременном росте количества изданий. Широко используется полноцветная печать, возрастают требования к качеству бумаги и видам послепечатной обработки (лакировка, высечка, тиснение и другие).
На протяжении XX века единственным способом получения тиража была печать в типографии. В последние годы появилось оборудование, позволяющее дёшево и оперативно выпускать малые и средние тиражи полноцветной печатной продукции, по качеству не уступающие типографским. Это лазерные принтеры (в том числе цветные), а также ризографы и ксерокопировальное оборудование. Издание книг или брошюр небольшими тиражами стало выгоднее выполнять с помощью ризографа с оригинала, распечатанного на принтере.
В распоряжении дизайнеров и верстальщиков появились инструменты, при помощи которых можно реализовать практически любой замысел. Стало возможным быстро получить необходимую печатную продукцию, не обращаясь в специализированные компании. С другой стороны, в полиграфию пришло огромное число людей, не имеющих специального образования, не знакомых с традиционной типографикой, что привело к большому количеству проблем и высокому проценту брака.
Конец XX — начало XXI века стали переломными в эволюции дизайна полиграфической продукции в России, что обусловлено стремительным развитием не только цифровых технологий компьютерной вёрстки, допечатной подготовки, но и цифровой печатной техники. Начало XXI века было отмечено периодом цифровых технологий.

## Области применения полиграфического дизайна
- Массовая реклама (пресса, наружная реклама или билборд);
- Рекламная печатная продукция (листовка, буклет, календари);
- Многостраничная продукция (брошюра, справочник, книга);
- Периодические издания (газета, журнал, корпоративное издание).

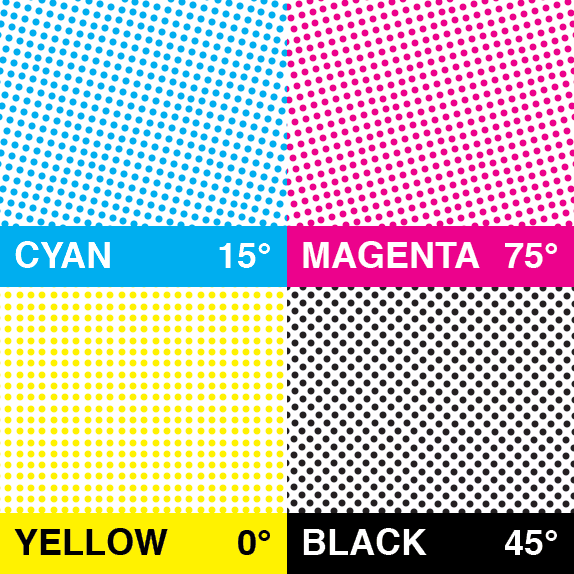
Растровая решётка

## Основные этапы для получения полиграфической продукции
1. Разработка дизайна. Под разработкой дизайна в полиграфии понимается графическое оформление макета согласно пожеланиям заказчика и в соответствии техническим требованиям для реализации данной продукции.
2. Допечатная подготовка. Допечатная подготовка, или препресс (англ. prepress) — подготовка макета к печати в соответствии с техническими требованиями, которые выставляет типография.
3. Предпечатная подготовка. В предпечатную подготовку входит изготовление фотоформ, печатных форм, штампов для высечки и другие процессы, необходимые для конкретного заказа.
4. Печать. Печать — основной процесс в типографии при работе над заказом. От качественной печати зависит результат восприятия готового изделия в целом.
5. Послепечатная обработка. После печати тираж поступает на послепечатную обработку, такую как брошюровка, переплёт, склейка, ламинирование, лакирование, высечка, тиснение, конгрев и так далее.

Задача полиграфического дизайна — разработать дизайн таким образом, чтобы обеспечивать лёгкость восприятия на печатном носителе. Полиграфический дизайнер должен знать, на каком носителе будет представлен готовый макет, какие процессы пройдёт макет, прежде чем готовый продукт выйдет в свет.

## Технологии полиграфии
В полиграфии, кроме самой бумаги, большую роль играют технологии, которые можно задействовать при создании оригинальной печатной продукции. Это выбор типа ламинирования, сплошной или выборочной лакировки, тиснения фольгой, высечки, конгрев. Всё это, кроме того, что расширяет поле деятельности для дизайнера, ещё и возлагает на него большую ответственность: некоторые послепечатные процессы достаточно дорогостоящие и при больших тиражах любая ошибка может принести существенные убытки.

### Лакирование
Лакирование печатной продукции улучшает как её внешний вид, так и потребительские свойства. При лакировании на поверхность печатного оттиска наносится слой лакового раствора, который после высушивания создаёт прочную прозрачную однородную плёнку. Слой лака придаёт изображению блеск, повышая контрастность и насыщенность цветов. Кроме того, лак защищает от влаги и загрязнения, препятствует истиранию красочного слоя, увеличивает прочность и долговечность. Технология ультрафиолетового лакирования может быть сплошной и выборочной, что делает её привлекательной в качестве дополнения к печати. Лакирование подразделяется на матовое и глянцевое. Также используется технология Drip-off лакирования — технология лакирования печатного изделия двумя типами лака (масляного и воднодисперсионного) для получения одновременно и матового и глянцевого эффекта изображения. Сначала производится выборочное лакирование матовым лаком. Затем по всей поверхности изделия наносится глянцевый лак, который стекает в области без матового покрытия. Это сохраняет матовый эффект в определённых областях и глянцевый эффект на всех остальных участках.

### Высечка
Высечка — вырубка из листа бумаги прямоугольной формы изделий сложной формы посредством удара штампом по контуру. Штампы для высечки используются как стандартные, например для папок, так и изготавливаются под конкретный заказ. Высечка часто используется для изготовления открыток, карманных календарей, этикеток, упаковок и для многого другого.

### Тиснение фольгой
Тиснение фольгой — тиснение, при котором между нагретым клише и бумагой протягивается фольга и производится прессование. Тиснение фольгой было известно ещё в Дании во время изготовления книг.

### Конгрев
Конгревное тиснение выполняется при помощи пресса горячего тиснения с применением матрицы и контр-матрицы, путём выдавливания изображения. Конгрев — популярный вариант дизайна, который используется при оформлении суперобложек, этикеток, открыток, мягкой упаковки, дипломов и пр.

### Другие технологии
Современные электронные технологии позволяют внедрять в печатную продукцию видеофрагменты.

## Особенности разработки дизайна для полиграфии

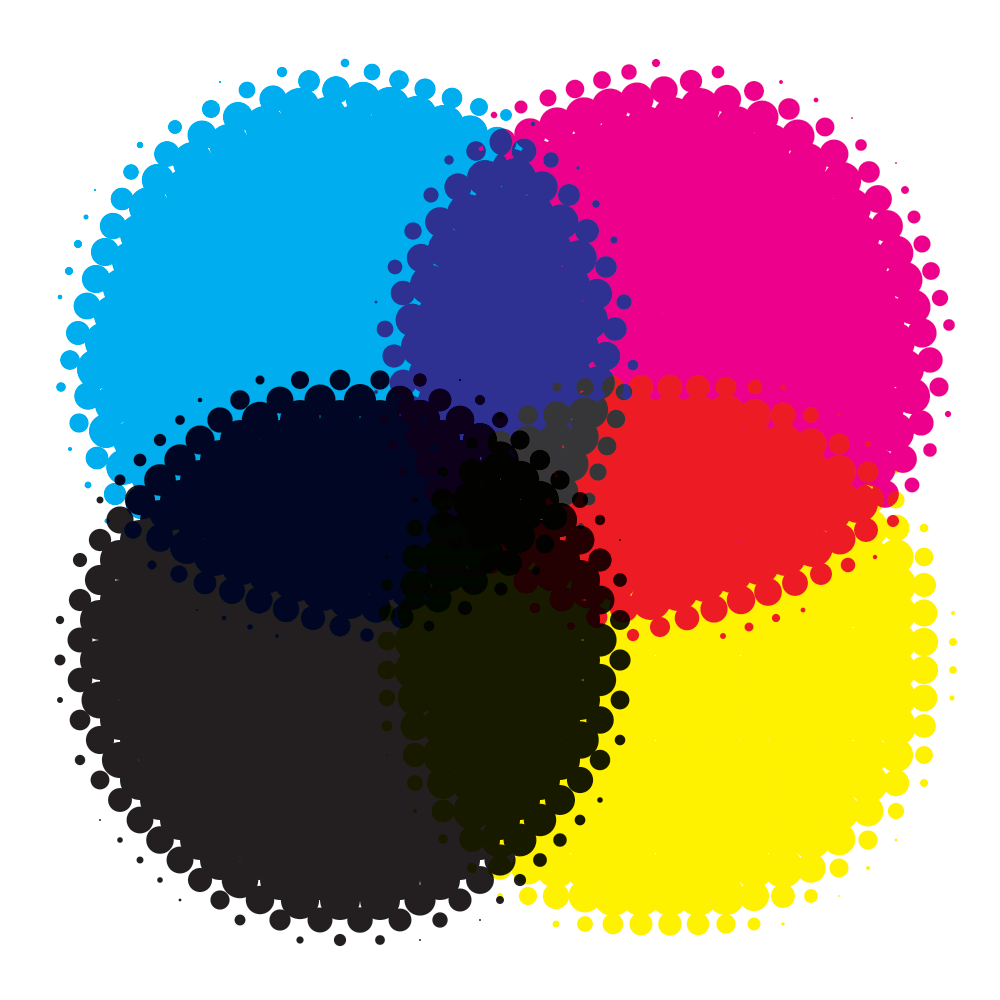
Пример наложения типографских красок

Отличительной особенностью полиграфического дизайна является то, что утверждённый или согласованный дизайн — лишь начало печатного процесса. Поэтому разработка полиграфического макета должна соответствовать требованиям всего происходящего с ним в дальнейших процессах.

### Основные ошибки при разработке дизайна
Ошибкой является простой перевод готового макета из модели RGB в CMYK. Основная проблема состоит в том, что при конвертации в CMYK чёрный текст раскладывается на четыре краски, что приводит к «свечению» текста при печати и делает его нечётким. Весь текст чёрного цвета должен печататься одной чёрной краской. В других цветах при такой конвертации также могут возникнуть проблемы.
Также частой ошибкой является использование одной чёрной краски при запечатке больших площадей. В этом случае чёрный воспринимается как «прозрачный чёрный», поэтому для придания плотности рекомендуется использовать сложный чёрный цвет — добавление красок Cyan, Magenta и Yellow. Параметры сложного чёрного цвета уточняются в типографии и в основном зависят от толщины и типа бумаги. Обычно суммарная краска сложного чёрного не превышает 300 %.
Ещё одной особенностью является печать чёрного текста по цветным плашкам — если в программе вёрстки не установлен параметр «Overprint», то создаётся белая выворотка, и при малейшем не совмещении у текста появляются паразитные белые контуры. Чтобы избежать проблем с чёрным цветом, макет должен сразу разрабатываться в цветовой модели CMYK, и для всех элементов с чёрным цветом должен быть установлен режим «overprint». В этом режиме выворотка под чёрным не создается, и любой объект, обозначенный таким образом, печатается как бы поверх других.

### Цветовое восприятие
В полиграфическом дизайне важна правильная передача цветовых тонких оттенков. Подход WYSIWYG здесь не подходит. Отпечатанная на разном оборудовании полиграфическая продукция будет отличаться по цвету, как из-за способа печати, так и из-за свойств используемой краски и запечатываемого материала. Для того чтобы цветовое восприятие готовой продукции максимально приближалось к эталону, делают цветопробу или контролируют процесс печати на месте.

### Технические требования к макету
Опытный полиграфический дизайнер, прежде чем начать разрабатывать дизайн, запросит у типографии технические требования. Большинство журналов также предоставляют свои требования к рекламным макетам. Например, требования по растровым макетам могут выглядеть так: «разрешение — 300 ppi; цветовая модель — CMYK; формат файла — TIFF; вылеты за обрез (bleed) — 3 мм».

## Компьютерные программы для дизайна и вёрстки

### Растровые графические редакторы
- Adobe Photoshop

### Векторные графические редакторы
- Adobe Illustrator
- Corel Draw

### Компьютерная вёрстка
- Adobe InDesign
- Adobe PageMaker
- QuarkXPress